# Subwoofer

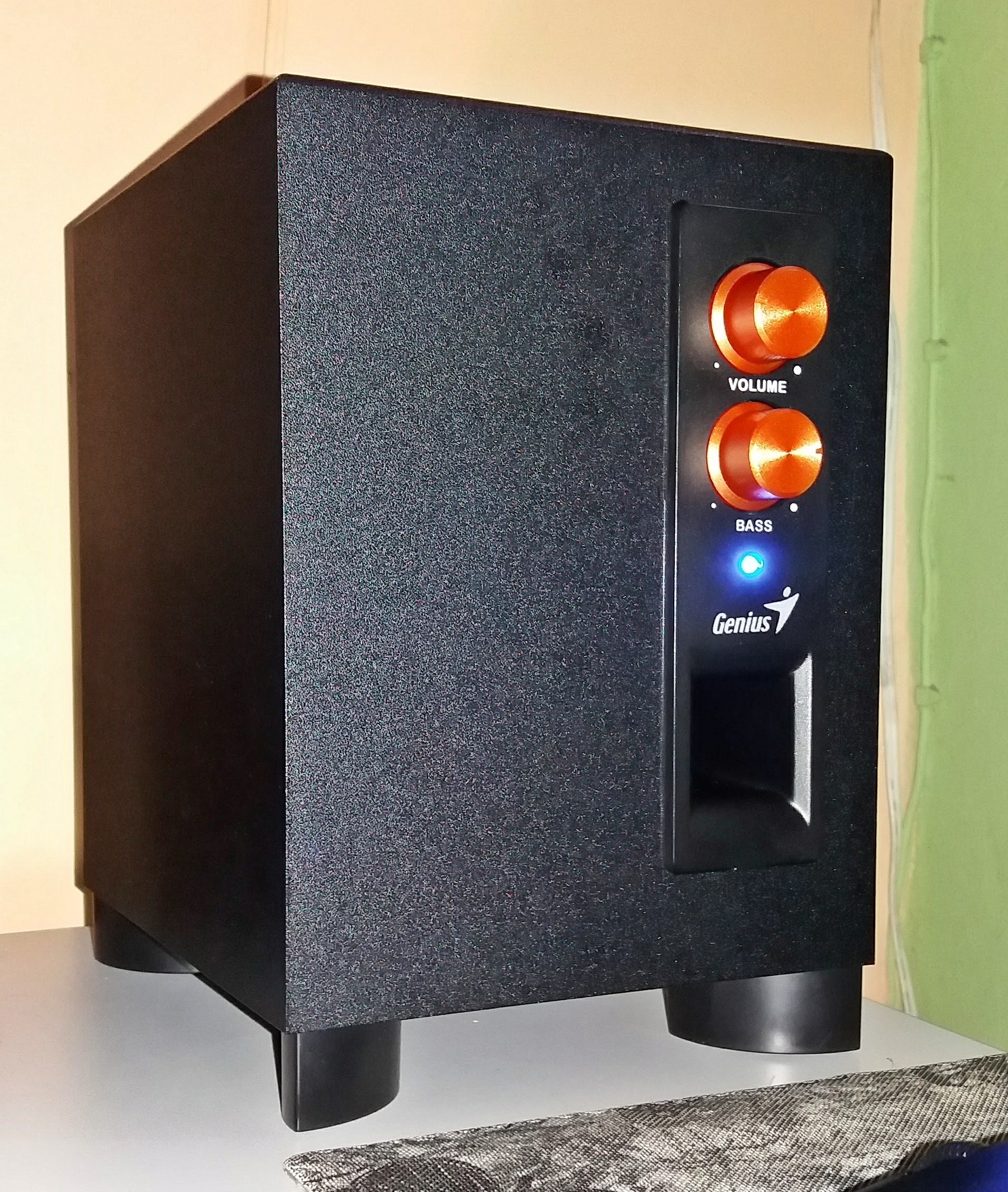
Un subwoofer Genius de 2.1 canales con su caja de reflexión de graves, montado en la mesa.

El subwoofer o altavoz de subgraves es un subtipo de altavoz pasivo o activo de vía única diseñado para reproducir, aproximadamente, las dos primeras octavas (las más graves, normalmente entre 20 y 80 Hz)
del total de 10 que conforman el espectro completo de audiofrecuencias. Los altavoces de subgraves pretenden, por tanto, complementar los altavoces convencionales de dos vías que nunca cubren la primera octava (de 20 a 40 Hz) y con frecuencia sólo alcanzan a reproducir los componentes más agudos de la segunda (de 40 a 80 Hz).

## Características
Típicamente, los subwoofers domésticos integran en sus versiones más simples una fuente de alimentación potente (normalmente entre los 100 VA y 1 kVA dado que en ocasiones pueden circular corrientes superiores a 10 ARMS por la bobina del transductor), un filtro pasa bajo activo, protecciones de sobrecarga, un amplificador dedicado y un único transductor de gran diámetro.
El diseño y las propiedades mecánicas del recinto acústico en el que se encuentra el transductor son también determinantes en el funcionamiento de un altavoz de subgraves; en todo caso, mucho más determinante que para la reproducción de las octavas más altas.
Aunque los más frecuentes son del tipo analógico, existen ya en el mercado versiones digitales (la señal de entrada es digital a la que se aplicará filtrado pasa bajo digital, procesamiento de adecuación y corrección de sala mediante DSP y conversión digital-analógica posterior).
Entre las ventajas de los modelos digitales se encuentra el hecho de que permiten ajustes en la respuesta en frecuencia y fase para la correcta adecuación al entorno de reproducción (Digital Room Correction) y una mejor integración del subwoofer con el resto de altavoces.

Difracción por el Principio de Huygens.

Dado que las longitudes de onda en el aire (a temperatura ambiente normal) de las frecuencias de los sonidos que típicamente reproduce un subwoofer son al menos varias decenas de veces la del diámetro del transductor que los reproduce, la directividad de estos sonidos así reproducidos es del todo despreciable (véase Principio de Huygens y Difracción).
No es posible para el observador, por tanto, localizar la fuente de estos sonidos por lo que la estereofonía en la reproducción de las octavas más graves es inútil.
Se hace innecesario registrar/reproducir estos sonidos en más de un canal (y, por tanto, altavoz) tanto para los sistemas estereofónicos como multicanal.
Otra particularidad (relacionada con lo anterior) de la reproducción de los sonidos de frecuencias graves es la fuerte interacción que estos tienen con la sala en la que se reproducen.
De acuerdo con Floyd E. Toole, la sala es la principal responsable de lo que se escucha hasta casi las cinco primeras octavas del total de diez que conforman el espectro de audiofrecuencias (es decir, de las longitudes de onda superiores a 0,5 m aproximadamente).
La correcta localización del altavoz de subgraves en relación con la sala de audición y el observador, un adecuado tratamiento acústico de la sala de escucha (absorción y difusión) y el uso de un sistema de corrección digital (DRC) se hace totalmente necesario para la reproducción fiel de estos sonidos.
Cuando no se observan estos requerimientos es frecuente que la inclusión simple de un subwoofer a un sistema resulte, paradójicamente, en un fuerte deterioro general de la fidelidad del sistema.
Este tipo de altavoz no se realiza casi nunca pasivo porque:
- La reproducción de las bajas frecuencias (especialmente las más extremas, esto es, las de la primera octava) requiere, a igualdad de intensidad sonora (medido en dBSPL), una gran potencia en las versiones pasivas (de hecho, son raros, caros y de baja sensibilidad los altavoces domésticos pasivos que reproducen con dignidad frecuencias inferiores a 35 Hz). Esta potencia aumentaría los requerimientos de la etapa de amplificación (o limitarían la disponibilidad de éstos para el resto de frecuencias) si el subwoofer es pasivo.
- La posibilidad de emplear filtros activos permite ecualizar la señal de entrada. Esto es algo muy interesante para limitar el volumen de la caja y para reforzar/compensar resonancias; un fenómeno especialmente notable con las más bajas frecuencias en recintos pequeños (la longitud de onda de un sonido de 20 Hz en el aire es de unos 17 m).
- Un altavoz pasivo de subgraves tendría importantes problemas de compatibilidad con la mayoría de decodificadores/amplificadores con canal específico de subwoofer (por ejemplo amplificadores/decodificadores Dolby AC-3). Estos suelen tener salidas RCA sin amplificar para conectar con subwoofer activo. La compra de un amplificador monofónico adicional se haría imprescindible para estos casos.

## Ancho de banda para un canalsubwoofer
La cantidad de información por unidad de tiempo (flujo) necesaria para registrar los sonidos que después reproducirá un subwoofer es muy limitada comparada con la necesaria para reproducir dos canales (estéreo) que cubran el rango total de audiofrecuencias.

Curvas isofónicas de Fletcher-Munson.

Grabar sonidos limitados a componentes de hasta 80 Hz (las dos primeras octavas del total de 10 audibles) requiere para su registro:
- Una tasa de muestreo mayor del doble de los 80 Hz (Teorema de muestreo de Nyquist-Shannon). En la práctica, se deberá dejar un margen mínimo del 10% por lo que 176 muestras por segundo sería una elección correcta para la tasa de muestreo (80•2•1.1=176).
- Un único canal. Esto es consecuencia de la baja direccionalidad del transductor de un altavoz de subgraves (serían necesarios transductores de más de una decena de metros de diámetro para asegurar direccionalidad en los componentes próximos a los 20 Hz).
- Una cuantificación de 32768 niveles de cuantificación lo que permitirá una codificación posterior de 15 bits por muestra. Esto se debe a que, tal y como se puede comprobar en el gráfico de las curvas isofónicas, del umbral de audibilidad de los 80 Hz (40 dBSPL) hasta el umbral del dolor de los 20 Hz (130 dBSPL) hay un rango máximo de 90 dB (130-40). Sólo es necesario, por tanto, asegurar una relación señal a ruido de cuantificación máxima (SQNR) de 90 dB en el peor de los casos, un valor algo inferior al que se obtiene con 32768 niveles (15 bits/muestra): SQNR=92.07 dB.

Estos subwoofers necesitan un amplificador clase D .Así, basta un flujo total de datos netos sin compresión de algo menos de 2.7 kbit/s (2640 bps=176 muestras/s•15 bits/muestra) para transmitir toda la información contenida en un típico canal subwoofer.
Como comparación, dos canales (estéreo) que cubren el total del espectro de audiofrecuencias (hasta 20 kHz) requiere de un flujo sin compresión de algo más de 1.4 Mbit/s (44100 muestras/s y canal•2 canales•16 bits por muestra=1411200 bit/s) como en el caso del CD-Audio.
El flujo de un canal subwoofer es sólo un 1/535 el necesario para CD-Audio.
Si se pretende cubrir, con el mismo criterio, las tres primeras octavas en lugar de sólo dos, el flujo de datos necesario es de casi 5.7 kbit/ss (5632 bit/s), esto es, 1/250 el ancho de banda necesario para transmitir en tiempo real un CD-Audio sin compresión de datos.